# Zanthoxylum renieri
Zanthoxylum renieri är en vinruteväxtart som först beskrevs av Gilbert, och fick sitt nu gällande namn av Alma May Waterman. Zanthoxylum renieri ingår i släktet Zanthoxylum och familjen vinruteväxter. Inga underarter finns listade i Catalogue of Life.